# Sayury Cañon
Sayury Yormary Cañon Carvajal (ur. 11 marca 1994) – kolumbijska zapaśniczka. Zajęła 20 miejsce na mistrzostwach świata w 2013. Złoty medal na igrzyskach panamerykańskich w 2015 i brązowy w 2011. Srebrna medalistka igrzysk boliwaryjskich w 2013 roku.